# 영 건
《영 건》(영어: Young Guns)은 1988년 공개된 미국의 서부극 액션 영화이다.
모건 크리크 프로덕션스에서 제작한 첫 번째 영화이며, 미국 박스 오피스 1위를 차지하면서 예산 1,100만 달러 대비 5,600만 달러의 수익을 올렸다. 영화 출연진 때문에 1980년대 배우들로 구성된 브랫 팩 무리와 자주 연관지어 진다. 역사가 폴 허턴은 이 영화가 1990년 6월 현재 모든 빌리 더 키드 영화 중에서 역사적으로 가장 정확한 영화라고 주장하였다.
속편인 《영 건 2》는 1990년 8월에 개봉하였으며 주요 출연진이 본인 역할을 다시 맡았다.

## 줄거리
1870년대 뉴멕시코주 링컨군. 영국계 목장주 존 턴스톨은 부패 세력과 결탁한 아일랜드계 목장주 로런스 머피와 충돌하는 가운데 젊은 총잡이 윌리엄 "빌리 더 키드" 보니를 고용하여 목장 치안대 '레귤레이터'에 합류시킨다. 레귤레이터는 "독" 스컬록, 호세 차베스 이차베스, "딕" 브루어, "더티" 스티브 스티븐스, 찰리 바우드리로 구성되어 있다. 턴스톨은 이 젊은이들을 교육하고 교화하려 노력한다.
머피의 일꾼 중 한 명인 매클로스키가 턴스톨 편에 서고, 독은 머피의 중국계 피후견인 옌 순에게 구애한다. 새해 첫날 머피의 부하들이 턴스톨을 살해하자 턴스톨의 친구이자 변호사인 알렉산더 맥스윈은 레귤레이터들에게 살인자 체포 영장을 부여한다. 레귤레이터들은 머피의 부하들을 생포하려 하지만 혈기 넘치는 빌리는 대장 딕의 권위에 도전하고 무장하지 않은 여럿을 총으로 쏘고 매클로스키까지 죽여버린다. 언론은 레귤레이터들을 악명 높은 범죄자 '빌리 더 키드'가 이끄는 치명적인 갱단으로 묘사하기 시작하고, 현상금 사냥꾼들이 이들을 쫓는다. 차베스는 마침 페요테 선인장을 채취해 동료들에게 나눠주고, 모두가 환각을 경험한다.
수배자 중 한 명인 벅샷 로버츠가 이들을 추격해와 총격전이 벌어진다. 로버츠는 변소에 숨어있다가 딕을 죽이고, 이에 격분한 레귤레이터들은 변소를 쑥대밭으로 만든다. 이 사건으로 레귤레이터들은 도주를 하기로 하고, 부상을 입은 독은 따로 길을 떠난다. 차베스는 머피의 부패가 자신의 어머니와 나바호족이 잔인하게 살해된 원인임을 밝히며 다른 이들에게 유혈 사태를 피하라고 설득하지만 새로운 대장이 된 빌리는 턴스톨의 복수를 다짐한다.
독은 옌 순을 방문한 후 다시 갱단에 합류하고, 이들은 부패한 보안관 윌리엄 J. 브레이디와 그의 부하들을 살해한다. 맥스윈은 분노하며 그들의 배지가 취소되었다고 알린다. 이제 수배자 신세가 되었지만, 빌리는 그들의 행동이 머피의 부패를 세상에 알릴 것이라고 주장한다. 찰리가 매춘굴을 재방문한 사이에 빌리는 술집에서 건방진 현상금 사냥꾼을 죽이고, 일당은 멕시코로 도망간다. 찰리는 그곳에서 현지 여성과 결혼한다. 보안관이 될 팻 개릿은 빌리에게 머피의 부하들이 다음 날 맥스윈의 목숨을 노릴 것이라고 경고한다.
링컨에 있는 맥스윈의 집에서 갱단은 머피의 부하들과 유명한 무법자 존 키니에게 포위된다. 함정에 빠진 것을 깨달은 레귤레이터들은 하루 종일 총격전을 벌인다. 미국 육군이 도착하고, 머피도 옌과 함께 나타난다. 옌은 집 안으로 달려가 독과 재회한다. 머피는 군인들에게 집에 불을 지르라고 명령한다. 맥스윈의 아내는 무사히 빠져나가고 차베스는 탈출한다. 불타는 다락방에 갇힌 갱단은 맥스윈의 소지품들을 창밖으로 던지고, 그중 트렁크에 들어있던 빌리가 기습을 가한다.
혼란 속에서 차베스는 구조한 말 떼를 몰고 돌아오고, 찰리와 키니는 서로를 쏴 죽인다. 독과 옌은 떠나고, 스티브는 부상당한 차베스를 말을 태워 탈출시키고 자신은 총에 맞아 죽는다. 맥스윈은 개틀링 건에 맞아 죽고, 빌리는 머피를 쏴 죽인 후 탈출한다.
독의 후일담에 따르면, 차베스는 캘리포니아주 농장에서 일하게 됐고, 독은 동쪽으로 이주해 옌 순과 결혼했고, 맥스윈과 사별한 아내는 역사상 가장 유명한 여성 목장주 중 한 명이 되었다고 한다. 머피의 부패 고리는 붕괴되었고, 빌리는 개릿에게 죽임을 당해 포트 섬너에 찰리 옆에 묻혔는데, 나중에 누군가가 "친구들"이라는 묘비를 새겼다고 한다.

## 출연
- 에밀리오 에스테베즈 - 윌리엄 H. "빌리 더 키드" 보니 역
- 키퍼 서덜랜드 - 조사이아 고든 "독" 스컬록 역
- 루 다이아몬드 필립스 - 호세 차베스 이차베스 역
- 찰리 신 - 리처드 "딕" 브루어 역
- 더멋 멀로니 - "더티" 스티브 스티븐스 역
- 케이시 시마스코 - 찰리 바우드리 역
- 테런스 스탬프 - 존 턴스톨 역
- 잭 팰런스 - 로런스 머피 역
- 테리 오퀸 - 알렉산더 "앨릭스" 맥스윈 역
- 샤론 토머스 - 수전 맥스윈 역
- 앨리스 카터 - 옌 순 역
- 제프리 블레이크 - J. 매클로스키 역
- 브라이언 키스 - 벅샷 로버츠 역
- 패트릭 웨인 - 팻 개릿 역
- 톰 크루즈 - 머피의 심복 역 (카메오 출연)
- 랜디 트래비스 - 개틀링 건 사수 역 (카메오 출연)

## 우리말 녹음
KBS 성우진
- 장세준 - 빌리 더 키드(에밀리오 에스테베즈)
- 백순철 - 차베스(루 다이아몬드 필립스)
- 김환진 - 딕(찰리 신)